# Canada la Jocurile Olimpice de vară din 2016
Canada a participat la Jocurile Olimpice de vară din 2016 de la Rio de Janeiro în perioada 5 – 21 august 2016, cu o delegație de 314 de sportivi, care a concurat în 29 de sporturi. Comitetul Olimpic Canadian stabilise ca obiectiv obținerea a 19 medalii. Cu un total de 22 de medalii, inclusiv patru de aur, s-a aflat pe locul 20 în clasamentul final.

## Participanți
Delegația canadiană a cuprins 314 de sportivi: 128 bărbați și 187 femei  (rezervele la fotbal, handbal, hochei pe iarbă și scrimă nu sunt incluse). Cel mai tânăr atlet din delegație a fost canotoarea Shallon Olsen (16 ani), cel mai bătrân a fost canotoarea Lesley Thompson-Willie (57 ani).
| Sport            | Masculin | Feminin | Total |
| ---------------- | -------- | ------- | ----- |
| Atletism         | 28       | 38      | 66    |
| Badminton        | 1        | 1       | 2     |
| Baschet          | 0        | 12      | 12    |
| Box              | 1        | 2       | 3     |
| Caiac canoe      | 7        | 4       | 11    |
| Canotaj          | 12       | 14      | 26    |
| Ciclism          | 7        | 12      | 19    |
| Echitație        | 2        | 8       | 10    |
| Fotbal           | 0        | 18      | 18    |
| Gimnastică       | 2        | 6       | 8     |
| Golf             | 2        | 2       | 4     |
| Haltere          | 1        | 1       | 2     |
| Hochei pe iarbă  | 16       | 0       | 16    |
| Înot sincron     | 0        | 2       | 2     |
| Judo             | 4        | 3       | 7     |
| Lupte            | 2        | 6       | 8     |
| Natație          | 10       | 20      | 30    |
| Navigație        | 5        | 4       | 9     |
| Pentatlon modern | 0        | 2       | 2     |
| Rugby în VII     | 0        | 12      | 12    |
| Sărituri în apă  | 3        | 4       | 7     |
| Scrimă           | 3        | 2       | 5     |
| Taekwondo        | 0        | 1       | 1     |
| Tenis            | 2        | 2       | 4     |
| Tenis de masă    | 1        | 1       | 2     |
| Tir              | 0        | 2       | 2     |
| Tir cu arcul     | 1        | 1       | 2     |
| Triatlon         | 2        | 3       | 5     |
| Volei            | 16       | 4       | 20    |
| Total            | 128      | 187     | 314   |

## Medalii

### Medaliați
| Medalie | Nume | Sport           | Probă                          | Dată      |
| ------- | --- | --------------- | ------------------------------ | --------- |
| Aur     | Penny Oleksiak | Natație         | 100 m liber feminin            | 11 august |
| Aur     | Rosie MacLennan | Gimnastică      | Trambulină individual feminin  | 12 august |
| Aur     | Derek Drouin | Atletism        | Săritura în înălțime masculin  | 16 august |
| Aur     | Erica Wiebe | Lupte           | 75 kg libere feminin           | 18 august |
| Argint  | Penny Oleksiak | Natație         | 100 m fluture feminin          | 7 august  |
| Argint  | Lindsay Jennerich Patricia Obee | Canotaj         | Dublu vâsle ctg. ușoară (L2×)  | 12 august |
| Argint  | Andre De Grasse | Atletism        | 200 m masculin                 | 18 august |
| Bronz   | Sandrine Mainville Penny Oleksiak Chantal van Landeghem Michelle Williams Taylor Ruck | Natație         | 4×100 m liber feminin          | 6 august  |
| Bronz   | Echipa națională feminină Brittany Benn Hannah Darling Bianca Farella Jen Kish Ghislaine Landry Megan Lukan Kayla Moleschi Karen Paquin Kelly Russell Ashley Steacy Natasha Watcham-Roy Charity Williams | Rugby în VII    | Turneul feminin                | 8 august  |
| Bronz   | Kylie Masse | Natație         | 100 m spate feminin            | 8 august  |
| Bronz   | Meaghan Benfeito Roseline Filion | Sărituri în apă | 10 m platformă sincron feminin | 9 august  |
| Bronz   | Katerine Savard Penny Oleksiak Emily Overholt Brittany MacLean Taylor Ruck Kennedy Goss | Natație         | 4×200 m liber feminin          | 10 august |
| Bronz   | Hilary Caldwell | Natație         | 200 m spate                    | 12 august |
| Bronz   | Allison Beveridge Laura Brown Jasmin Glaesser Kirsti Lay Georgia Simmerling | Ciclism         | Urmărire feminină pe echipe    | 13 august |
| Bronz   | Brianne Theisen-Eaton | Atletism        | Heptatlon                      | 13 august |
| Bronz   | Andre De Grasse | Atletism        | 100 m masculin                 | 14 august |
| Bronz   | Meaghan Benfeito | Sărituri în apă | 10 m platformă feminin         | 18 august |
| Bronz   | Damian Warner | Atletism        | Decatlon masculin              | 18 august |
| Bronz   | Echipa națională feminină Stephanie Labbé Allysha Chapman Kadeisha Buchanan Shelina Zadorsky Rebecca Quinn Deanne Rose Rhian Wilkinson Diana Matheson Josée Bélanger Ashley Lawrence Desiree Scott Christine Sinclair Sophie Schmidt Melissa Tancredi Nichelle Prince Janine Beckie Jessie Fleming Sabrina D'Angelo | Fotbal          | Turneul feminin                | 19 august |
| Bronz   | Eric Lamaze | Echitație       | Sărituri individual            | 19 august |
| Bronz   | Aaron Brown Andre De Grasse Akeem Haynes Brendon Rodney Mobolade Ajomale | Atletism        | 4×100 m masculin               | 19 august |
| Bronz   | Catharine Pendrel | Ciclism         | Cross-country feminin          | 20 august |

### Medalii după sport
| Sport           | Aur | Argint | Bronz | Total |
| Natație         | 1   | 1      | 4     | 6     |
| Atletism        | 1   | 1      | 4     | 6     |
| Gimnastică      | 1   | 0      | 0     | 1     |
| Lupte           | 1   | 0      | 0     | 1     |
| Canotaj         | 0   | 1      | 0     | 1     |
| Ciclism         | 0   | 0      | 2     | 2     |
| Sărituri în apă | 0   | 0      | 2     | 2     |
| Echitație       | 0   | 0      | 1     | 1     |
| Fotbal          | 0   | 0      | 1     | 1     |
| Rugby în VII    | 0   | 0      | 1     | 1     |
| Total           | 4   | 3      | 15    | 22    |

## Natație
| Sportiv                                                                                | Probă         | Calificări | Calificări | Semifinale   | Semifinale   | Finală       | Finală       |
| Sportiv                                                                                | Probă         | Timp       | Loc        | Timp         | Loc          | Timp         | Loc          |
| -------------------------------------------------------------------------------------- | ------------- | ---------- | ---------- | ------------ | ------------ | ------------ | ------------ |
| Penny Oleksiak                                                                         | 100 m fluture | 56,73 RN   | 3 C        | 57,10        | 5 C          | 56,46 RN     | Argint       |
| Noemi Thomas                                                                           | 100 m fluture | 58,27      | 17         | Nu a avansat | Nu a avansat | Nu a avansat | Nu a avansat |
| Emily Overholt                                                                         | 400 m mixt    | 4:36,54    | 8          | N/A          | N/A          | 4:34,70      | 5            |
| Sydney Pickrem                                                                         | 400 m mixt    | 4:38,06    | 12         | N/A          | N/A          | Nu a avansat | Nu a avansat |
| Sandrine Mainville Chantal van Landeghem Taylor Ruck Penny Oleksiak Michelle Williams* | 4×100 m liber | 3:33,84    | 3 RN C     | N/A          | N/A          | 3:32,89 RN   | Bronz        |
| Kylie Masse                                                                            | 100 m spate   | 59,07      | 3 C        | 59,06        | 5 C          | 58,76        | Bronz        |
| Dominique Bouchard                                                                     | 100 m spate   | 1:00,18    | 12 C       | 1:00,54      | 12           | Nu a avansat | Nu a avansat |

(*) A participat doar în calificări.
| Sportiv       | Probă            | Calificări | Calificări | Semifinale   | Semifinale   | Finală       | Finală       |
| Sportiv       | Probă            | Timp       | Loc        | Timp         | Loc          | Timp         | Loc          |
| ------------- | ---------------- | ---------- | ---------- | ------------ | ------------ | ------------ | ------------ |
| Ryan Cochrane | 400 m stil liber | 3:45,83    | 11         | N/A          | N/A          | Nu a avansat | Nu a avansat |
| Jason Block   | 100 m bras       | 1:00,71    | =24        | Nu a avansat | Nu a avansat | Nu a avansat | Nu a avansat |

## Scrimă
| Sportiv                | Probă              | Primul tur        | Al doilea tur          | Al treilea tur       | Sfert de finală        | Semifinală    | Finala mică/Finala mare | Finala mică/Finala mare |
| Sportiv                | Probă              | Adversar Scor     | Adversar Scor          | Adversar Scor        | Adversar Scor          | Adversar Scor | Adversar Scor           | Loc                     |
| ---------------------- | ------------------ | ----------------- | ---------------------- | -------------------- | ---------------------- | ------------- | ----------------------- | ----------------------- |
| Maxime Brinck-Croteau  | Spadă masculin     | PAS               | Anohin (RUS) P 14–15   | Nu a avansat         | Nu a avansat           | Nu a avansat  | Nu a avansat            | Nu a avansat            |
| Maximilien van Haaster | Floretă masculin   | Leal (VEN) C 15–7 | Meinhardt (USA) P 4–15 | Nu a avansat         | Nu a avansat           | Nu a avansat  | Nu a avansat            | Nu a avansat            |
| Joseph Polossifakis    | Sabie masculin     | PAS               | Buikevici (BLR) P 6–15 | Nu a avansat         | Nu a avansat           | Nu a avansat  | Nu a avansat            | Nu a avansat            |
| Leonora MacKinnon      | Spadă feminin      | Pop (ROU) C 15–10 | Fiamingo (ITA) P 8–15  | Nu a avansat         | Nu a avansat           | Nu a avansat  | Nu a avansat            | Nu a avansat            |
| Eleanor Harvey         | Floretă individual | PAS               | Khelfaoui (ALG) C 15–6 | Errigo (ITA) C 15–11 | Boubakri (TUN) P 13–15 | Nu a avansat  | Nu a avansat            | Nu a avansat            |